# .jo
.jo는 요르단의 인터넷 국가 코드 최상위 도메인이다. DNS에서 관리한다.

## 2차 도메인
다음과 같은 2차 도메인을 사용할 수 있다.
- .com.jo: 회사, 조직
- .net.jo: 네트워크 단체
- .gov.jo: 정부
- .edu.jo: 대학교, 학교, 교육 단체
- .org.jo: 비영리단체
- .mil.jo: 군대
- .name.jo: 개인
- .sch.jo: 학교